# Frisland (fantomø)
 For alternative betydninger, se Frisland (flertydig). (Se også artikler, som begynder med Frisland)
Frisland var en fantomø i havområdet syd for Island, som fremkom på kort i midten af 1500-tallet. Det originale kort var baseret på detaljerede rejseskildringer i et værk, De I Commentarii del Viaggio, som fortalte om de to brødre Nicolo og Antonio Zenos rejser i Nordatlanten. Øen blev medtaget på mange kort i det følgende århundrede. Til sidst blev det afsløret, at øen ikke havde rod i virkeligheden.